# 梁子成
梁子成（Liang Zicheng，1982年3月18日—），生於中國廣州，香港足球運動員，司職左中場，前中國五人足球隊成員，亦是前香港足球代表隊球員。

## 球員生涯
梁子成生於中國廣州，2006年至2007年季度，梁子成從中國足球甲級聯賽球隊廣州醫藥轉會加盟香港甲組足球聯賽球隊南華。梁子成於後季因為缺乏上陣機會而被外借至寶路華流浪。2008年夏季，梁子成被收回惟由於當時南華的外援名額已滿，屬於國援身份的梁子成一直未被註冊，只能夠參與操練。2008年5月22日，在香港大球場上演的時富10週年足球日，由南華邀請隊迎戰英超豪門球會曼城，南華邀請隊在26分鐘由後備入替的梁子成連過兩關進入禁區並扣過出迎的門將射入空門，將記錄拉開至3–1。最終南華邀請隊爆冷以3–1反勝英超球會曼城，奪得博愛慈善盃。直至2009年1月，在香港居住滿兩年，轉為本地球員身份後，才獲得註冊為比賽球員。不過，因為其踢法過於個人化及流於五人足球球風格，一直不獲重用。2009年夏季，梁子成與南華的合約期滿後未被續約，於是轉投四海流浪。
2010年1月，由於傑志的前鋒禾志利離隊，遂將梁子成收歸旗下。2013年1月，傑志外借梁子成和夏志明至晨曦以交換張健峰，協助該老牌球會逃離降班。2013年7月，梁子成轉投香港甲組足球聯賽球隊橫濱FC香港。2014年1月11日，東方與橫濱FC香港達成協議，以15萬港元轉會費用羅致梁子成，梁子成於同月13日向東方報到及出席首課操練。2014年2月28日，港超聯傑志大勝東方4–0的一戰，傑志前鋒路比亞度飛鏟東方中場迪高引發衝突，有球迷將片段放上社交網站，從片段所見梁子成在混亂中突然出腳踩向已倒地的路比亞度頭部，惟球證未有察覺。 足總紀律委員會作出判決向倒地的傑志前鋒路比亞度以腳踢頭之東方球員梁子成因「兇暴行為」被判罰停賽兩場。
2015年6月24日，南華於社交網站宣佈，梁子成落實加盟。2015年10月4日，高級組銀牌8強，南華以4–0大勝元朗，上半場9分鐘，梁子成左路射入加盟南華的首個入球，之後又在77分鐘，他把握對手失誤偷得皮球後單刀射入梅開二度。2016年7月22日，冠忠南區於社交網站宣佈，梁子成落實加盟。2016年10月22日，冠忠南區在香港仔運動場主場迎戰港會，梁子成在57分鐘後備入替，他上陣僅2分鐘便接應蘇沙妙傳單刀射成5–0，並取得了加盟冠忠南區後的首個入球，最終冠忠南區以7–0大勝港會，暫時成為今季港超最大比數。2017年1月2日，冠忠南區宣佈梁子成離隊，加盟R&F富力。

## 國際賽生涯
2015年5月8日，香港足球代表隊為備戰於2015月6月展開的「2018世界盃亞洲區外圍賽第二圈」和「2019亞洲盃外圍賽賽事」，會於在馬來西亞作集訓，與馬來西亞國家隊作國際友誼賽。因初選名單中陳肇麒及李康廉受傷，所以東方球員梁子成獲補選。

## 外部連結
- 香港足球總會球員註冊資料 （页面存档备份，存于）